# The Jerusalem Duality
The Jerusalem Duality es el duodécimo episodio de la serie The Big Bang Theory, estrenada en Estados Unidos el 14 de abril del 2008. La traducción al título en español es correcta y se estrenó como "La Dualidad de Jerusalén".

## Referencia al título
El título "The jerusalem Duality" hace referencia al experimento de Sheldon de construir una réplica de la ciudad de Jerusalén en el desierto de México, para solucionar el problema de Oriente Próximo.
Explicado el porqué es en el Desierto de Sonora MEXICO
Esto es porque introducir un eje en el estado actual judío y traspasar perpendicularmente a través del globo terráqueo la punta del eje saldrá en el desierto de Sonora.

## Sinopsis
Sheldon y Leonard están comiendo en la cafetería de la universidad y mientras Sheldon afirma que la Teletransportación no es un método de transporte en sí mismo, ya que te destruyen en un lugar y te hacen aparecer en otro, aparece el rector Dr. Gablehauser, acompañado de Denis Kim, un niño prodigio que quiere sacarse el doctorado con 15 años, y le dice Sheldon que él lo obtuvo con 14. Dennis irrita a Sheldon ya que comenta que los estudios de la Teoría de Cuerdas llevan a un callejón sin salida y corrige sus estudios, y le comenta que es el segundo ganador más joven del Premio Stevenson.
Reunido todo el grupo en el piso, Sheldon comenta lo de Denis y se compara con Wolfgang Amadeus Mozart y Antonio Salieri, y también con una vaca que deja de dar leche, a la que matan de un tiro; decepcionado, decide cesar en su búsqueda infructuosa, donar su cuerpo a la ciencia y dejarse morir. A la mañana siguiente, dice que ha cambiado de opinión, y que se va a centrar en ayudar a los demás chicos del grupo en sus trabajos, pero a su manera, o sea, molestando y entrometiéndose, por lo que no termina con ninguno
Los chicos, Leonard, Howard y Dr. Rajesh "Raj" Koothrappali deciden que la única manera de que Sheldon vuelva a ser el mismo es que Denis Kim desaparezca, o se distraiga con una mujer, por lo que le piden ayuda a Penny, pero hay un malentendido y esta los rechaza Mientras, Sheldon le explica  al rector Gablehauser y a Dennis su proyecto de una nueva Jerusalén en el desierto de México, que le hará ganar el Premio Nobel de la Paz, invitándole Gablehauser al buffet libre para celebrar que Dennis ha decidido quedarse en la universidad.
Ya en el buffet, se extraña el rector de ver tanta joven, y los chicos intentan buscar una chica para Dennis, pero cada vez que señalan a alguna, cuentan una historia de la chica como si les hubiera pasado a ellos, no decidiéndose por ninguna, pero cuando el rector pide a Dennis que hable, éste se ha enrollado con una chica, diciendo que pasa del tema, y quedando extrañados los chicos de como ha hecho para ligar. El episodio termina con los chicos tirando cohetes en el parque, y viendo a Dennis con una pandilla, bebiendo y besando a la chica, y diciendo que le han destrozado la vida, y Sheldon diciendo que se lo merecía.

## Curiosidades
Penny abrazando a Raj, ya que no puede hablar con ella sobrio, y diciendo que es muy vulnerable.